# Old Newton
Old Newton – wieś w Anglii, w hrabstwie Suffolk, w dystrykcie Mid Suffolk. Leży 21 km na północny zachód od miasta Ipswich i 112 km na północny wschód od Londynu. W 2015 miejscowość liczyła 846 mieszkańców.